# 931 Whittemora
931 Whittemora, asteroid glavnog pojasa. Otkrio ga je François Gonnessiat, 19. ožujka 1920.

## Vanjske poveznice
- Minor Planet Center